# ジョン・フラム

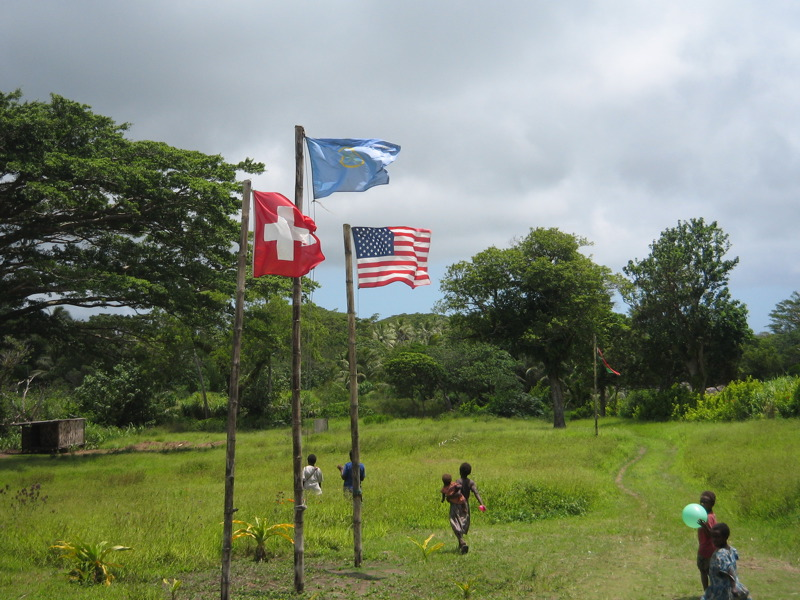
ジョン・フラム信仰の記念式典において掲揚された旗。

ジョン・フラム（John Frum）とは、バヌアツ共和国タンナ島におけるカーゴ・カルトの偶像である。現在広く語られるところによれば、フラムは第二次世界大戦期のアメリカ兵であり、彼に従えば人々に富と幸福がもたらされるとされる。彼は白人であるとも黒人であるとも言われ、デイビッド・アッテンボローの著書の中にはこの信仰の信者からの聞き取りとして「彼はあなたにそっくりだ。彼は白い顔をしている。彼は背の高い男だ。彼は南米に長く暮らした」とある。

## 概要

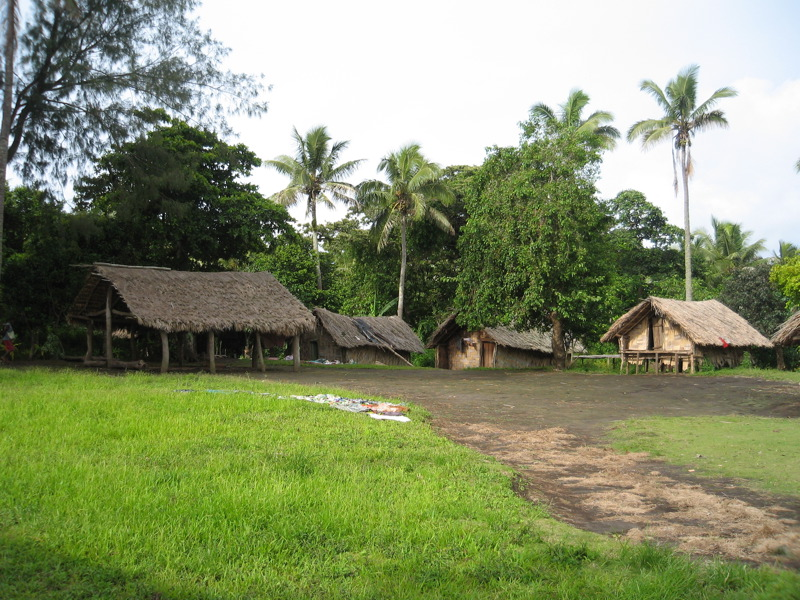
ジョン・フラム広場。ここで記念式典などが行われる。

ジョン・フラムという名前を初めて記録したのは、イギリス側の植民地行政当局者ジェームズ・ニコル（James Nicol）が安息日再臨派教会のヤギが次々に姿を消す事件の顛末について記した1940年11月の報告であるという。ただし、この報告書の原本を含む初期のジョン・フラム信仰に関する記録の多くは第二次世界大戦後に失われ、現在の研究や議論は外国人が後年に執筆した文献に基づいている。このことが信仰の実態の把握を困難なものとした。
ジョン・フラム信仰の核心は、タンナ島の自治および外界との直接の交流への要求である。英仏共同統治領時代に行われた伝統的な生活様式や信仰の否定への反発を背景に、彼らが定めた規範を放棄して伝統的な生活様式、すなわちカストム（Kastom, ビスラマ語で「習慣」の意味）に回帰することで、ジョン・フラムが富をもたらすとされる。また、太平洋戦争中、多くのタンナ島の住民がアメリカ軍の補助部隊であるバヌアツ労務部隊に志願し、飛行場建設などに参加した。タンナ島の人々とアメリカ軍の戦時中の関係は、植民地行政当局に仲介されたものではなく、それ以前の外国人との関係とは大きく異なっていた。タンナ島の住民にとって、豊かさは単に待っていてもたらされたものではなく、アメリカ軍との直接の交流の成果であると共に、労務部隊を通じた貢献に対する正当な対価であった。戦後のジョン・フラム像にアメリカ軍のイメージが重ねられているのは、こうした戦時中の記憶に基づく部分が大きい。
バヌアツ文化センターの職員ジャン＝パスカル・ワヘ（Jean-Pascal Wahé）も、しばしばカーゴ・カルトの典型として語られる「座って助けを待つだけの物語」と、ジョン・フラムは無関係であると指摘する。ジョン・フラムは全てのカストム、石と精霊、受け継がれし伝統の統一された象徴であり、外部からもたらされる変化ではなく、タンナ島民の文化的アイデンティティの象徴であるという。また、タンナの島民が未だに約束が叶えられるのを待っていると考えるのは間違っていると指摘し、数世代かかることもあったが、1939年に村長たちと交わされた約束は全てが叶えられたとした。例えば金銭的な裕福さを求めた村長の村は、今ではレナケルと呼ばれているし、知恵を求めた村長は孫全員が修士号を持っているという。新しい埠頭の建設や島内のインフラ整備なども、約束にもとづいてもたらされたものだと捉える人々もいる。叶えられていない唯一の約束は、ソルファー湾近くの村の村長との間で交わされた、「あなたに戻ってきてほしい。それから1つのテーブルを囲んで一緒に食事をしましょう」というものであるという。
ジョン・フラム信仰の根底にある民族主義・反植民地的な思想は、1980年のバヌアツ独立にも影響を与えたと言われている。第二次世界大戦後、バヌアツへの観光客が増加したことで、ジョン・フラム信仰は国外の人々にも知られるようになった。
現在はラマカラ村（Lamakara）が信仰の拠点である。
2月15日は、信仰の信者から「ジョン・フラムの日」と呼ばれている。これはジョン・フラムが帰ってくると約束した日とされるほか、最後まで植民地行政当局に拘束されていた信者が1957年2月15日に解放されたことを記念したものともされる。この日にはパレードなどの儀式を含む記念式典が催される。
2006年、ジョン・フラム信仰の取材を行ったポール・ラファエレ（Paul Raffaele）は、ラマカラの村長で信仰の指導者でもあるアイザック・ワン（Isaac Wan）に対し、「ジョンは60年以上も昔にあなたにたくさんのカーゴを約束し、そして誰も来なかった。では、どうしてあなたは彼を信じ続けるのか？どうしてあなたはまだ彼を信じられるのか？」（John promised you much cargo more than 60 years ago, and none has come, So why do you keep faith with him? Why do you still believe in him?）と尋ねた。アイザック・ワンは愉快そうに笑うと、「あなたがたキリスト教徒はイエスの復活を2000年待っていて、それでも諦めていないだろう」（You Christians have been waiting 2,000 years for Jesus to return to earth, and you haven’t given up hope.）と応じた。

## 歴史

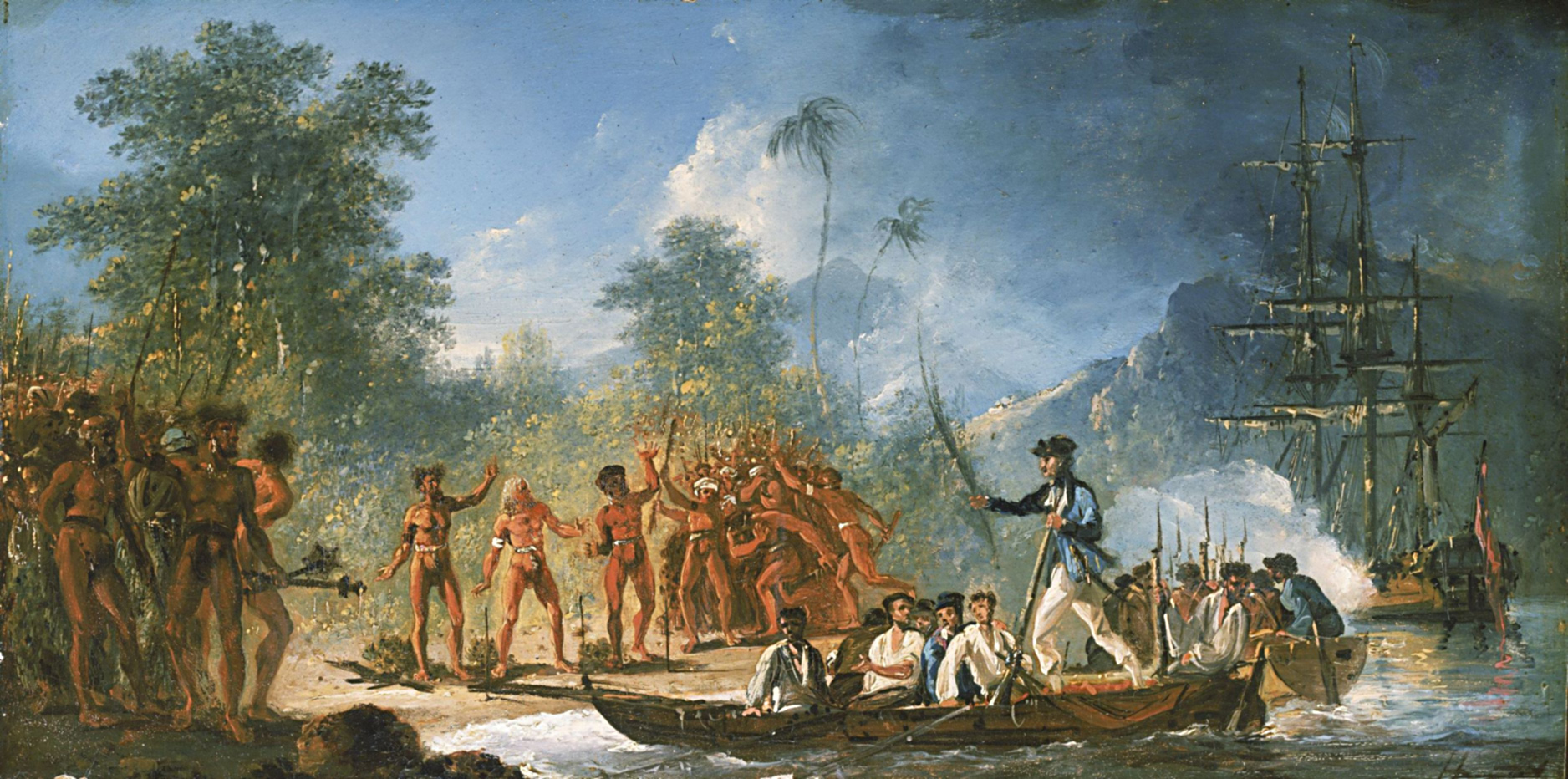
「ニューヘブリデス、タンナ島への上陸」（1775年 - 1776年）。クック船長の遠征に同行した博物画家ウィリアム・ホッジスによる作品。

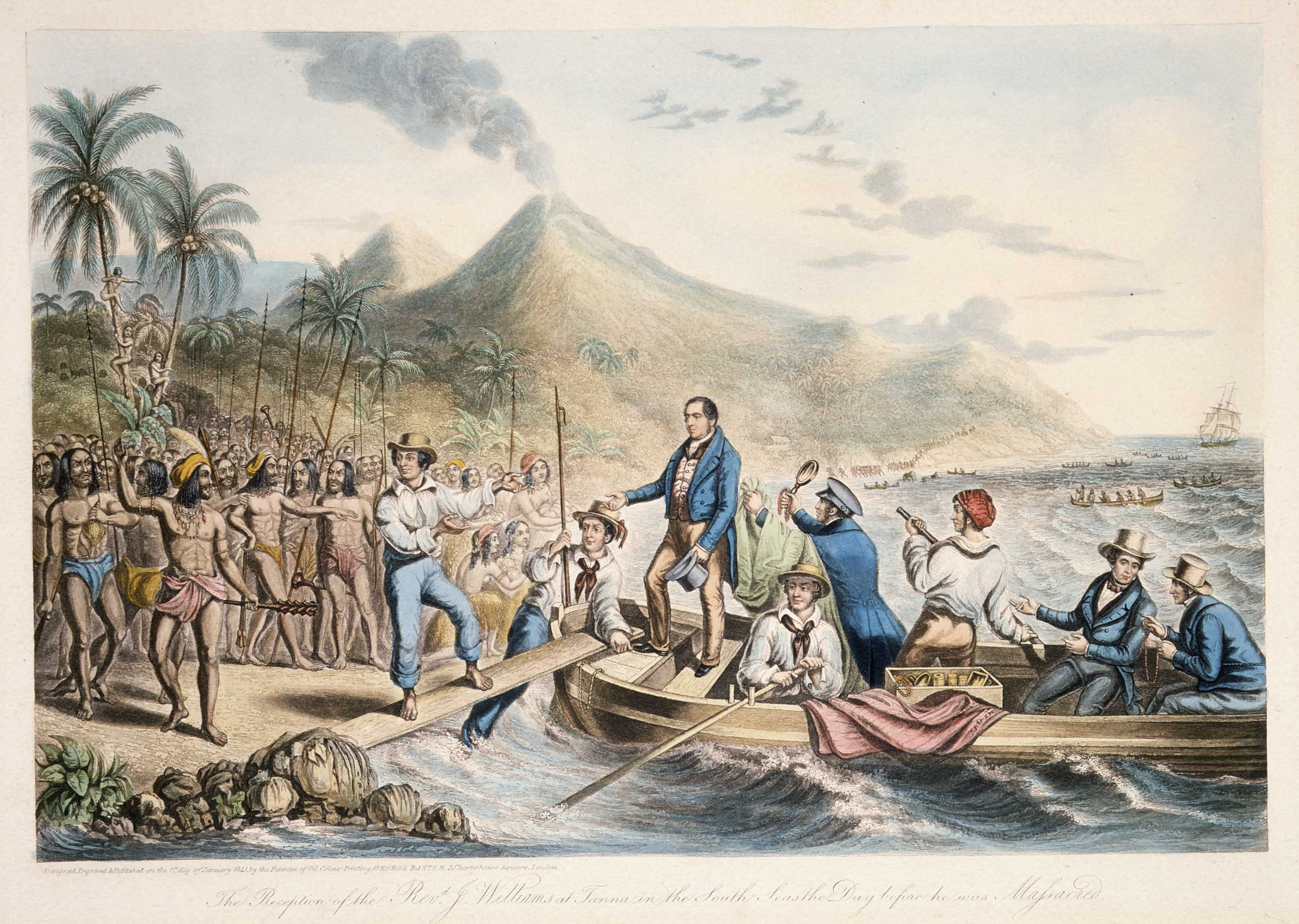
宣教師ジョン・ウィリアムズの上陸（1841年）。1839年に行われた上陸の様子を描いたもの。

タンナ島とヨーロッパ人の接触は、ジェームズ・クック船長が上陸した1774年から始まり、捕鯨業者や白檀取引業者がこれに続いた。1840年から1865年にはタンナ島民が白檀貿易船に船員として乗り込み、タバコや工具、ナイフ、釣り針、その他の欧州の品々を手にすることがあった。この時期に試みられた宣教師による接触は失敗している。1865年頃に白檀が枯渇した後は労働貿易が行われていたが、1875年には綿花価格の低下と島民の反発でプランテーションが閉鎖された。
19世紀後半、宣教師がタンナ島に上陸した。彼らは島民に対してヨーロッパ風の生活と新しい神を受け入れ、伝統的な習慣を一切捨て去るよう強要した。これは例えば、踊りやカヴァ、儀式、村の統治方法、結婚、子供の育て方などである。宣教師はカストムの否定の一環として、伝統的に信仰の対象とされていた石碑を破壊することもあった。
ジョン・フラム信仰はソルファー湾を中心に広まっていた土着宗教、特にタンナ島最高峰であるタコズメラ山の神の1人、カラペラムン（Keraperamun）の影響が強いとされる。一般に、ジョン・フラム信仰のルーツは1930年代後半（当時バヌアツはニューヘブリデスとして知られていた）にあるとされるが、1910年代に一部の村長らが結んだカストムへの回帰と宣教師の排斥に向けた合意に起源があるとする主張もある。宣教師の上陸以来、長老派教会や植民地行政当局に対する住民の反発は根強く、1920年代から1930年代のタンナ島では、長老派教会の衰退やカストムへの回帰を告げる存在を題材とした歌が流行していた。例えば、島の中部で語られたウィリー・ピー（Willy Pea）の伝説もまた、こうした社会情勢を背景とした物語の1つである。リフー島出身の水夫であるピーは、貨物船での航海の最中に長老派教会が島に押し付けた法と支配の嘘、また彼らが秘密裏に様々な品物を独占していたことを看破し、カストムを以てこれに対抗することを訴える。やがて人々の支持を得た彼は植民地行政当局からの譲歩を勝ち取るものの、最終的には敵対者によって志半ばで暗殺されてしまう。ピーが実在したという証拠は残されていないが、長老派教会の支配に反発する人々の間では象徴的な英雄としてその名が知られていった。
ジョン・フラムの「神話」は細部が異なり相互に矛盾するような形で様々に語られるが、ジャン＝パスカル・ワヘが正しい「神話」として説明するところでは、1939年にグリーン・ポイントに現れた白人が「ジョン・フロム・アメリカ」（John from America, 「アメリカから来たジョン」）と名乗ったことが、いわゆるジョン・フラム信仰の始まりであるという。ジョンは外見こそ人間のようであったが、タンナの言葉を使いこなすだけではなく、あらゆる場所に自在に現れる能力を持っており、やがて精霊の一種だと考えられるようになった。ジョンは人々に宣教師の言葉を忘れ、カストムに立ち戻るよう説き、さらに島の村長たちにグリーン・ポイントに集まるように要請した。この会談で、ジョンは村長たちから願いを1つずつ聞いていった。一方、アイザック・ワンの息子、アイザック・ジュニアが語るところでは、フラムという名はブルーム（Broom, ほうき）に由来し、彼は「汚れ」、すなわち宣教師やヨーロッパ人が定めた規範を一掃する存在であるという。植民地行政当局者のアレクサンダー・レントール（Alexander Rentoul）も、1949年にはアイザック・ジュニアと同様の見解を述べている。
1939年に現れたジョン・フラムの正体は全く不明だが、政情不安を招こうとしている日本軍のスパイであるという噂もあり、植民地行政当局も当時調査を行っている。最終的には島民の誰かが詐欺を目的に自称したのではないかと考え、以後は多数の容疑者の逮捕および処罰を押し進めた。一説には、マネヒビ（Manehivi）という名の島民が、1939年のジョン・フラムの正体であり、欧米風のコートを身に付けて現れた彼は現地人たちに住居や衣類、食料等の約束を取り付けていったと言われることもある。あるいは、その原型はカヴァの葉が生み出した幻覚だという説もある。グリーン・ポイント近くの出身のジャック・コフ（Jack Kohu）という元警官がジョン・フラムの正体であるとする説もある。
当時の調査によれば、当初1939年のジョン・フラムは伝統的な踊りやカヴァを飲むことを勧め、協力して働くことを称え、怠惰を非難し、集団行動に関する助言を行う程度だったが、やがて宣教師の排斥などの過激な主張を加えた上、自らはカラペラムンの化身であり、今や名をジョン・フラムと改めたのであると主張するようになったという。彼は白人の排斥の後にジョン・フラムによる新たな物質文明がもたらされると語り、島民が持つ白人たちの貨幣を全て捨てるか白人たちに返すことによって、白人たちが島に留まる目的を消滅させねばならないとした。
ジョン・フラムの正体が誰であれ、一連の主張は民族主義的な思想を持つ村長らのほか、日々の宗教的奉仕に反発し性的な自由を求める女性にも支持された。マネヒビの逮捕後も、本物のジョン・フラムはまだ自由の身である、ジョン・フラムの息子が王を探すためにアメリカに渡った、タコズメラ山はジョン・フラムに指揮された見えない飛行機で守られているなど、様々な噂が「神話」に継ぎ足されていった。
この信仰が植民地行政当局にとっての深刻な懸念となったのは、1941年のことである。ジョン・フラム信者たちは通貨や宣教師及び教会、学校、村落、農園などを捨て、伝統的な祭事や踊りなどに参加するべく内陸部へと移動していった。植民地行政当局ではこの動きを抑えこむべく、ジョン・フラムを自称する現地人および信仰の指導者らを逮捕して公然の侮辱、投獄、追放などの処分を行った。
報告されたところによれば、1941年4月16日にジョン・フラム信者らの運動は唐突に拡大したという。この日、島民は現金貯金を使い果たそうと店に殺到し、白人に雇われていた島民たちは一斉に退職した。たった1日で1,000ポンドが店で使われた。5月11日、長老派教会の礼拝に出席した島民は島全体で8人のみであった。6月21日、事態を深刻に受け止めたニコルは警察部隊の増派を要請し、ジョン・フラム信仰の本格的な弾圧が始まった。
北部を中心に広まっていたジョン・フラム信仰は、間もなくして東部のイペウケル（Ipeukel）に波及した。イペウケルは東部で最も大きなキリスト教徒の村で、以前は伝道の拠点でもあった。ここで語られた「神話」では、ジョン・フラムがタコズメラ山に現れたカラペラムンの化身だとされていると共に、人々の前に姿を表すまではイペウケルに隠れていたとされている。1939年に実施された調査では 4109人（島民の71.3%）がキリスト教徒だった。しかし1941年6月になると、キリスト教徒は100人を下回っていた。
ジョン・フラムは、タンナ島の人々が英仏の植民地当局と戦う時、アメリカ人が助けに現れると語ったことがあると言われている。当局は1941年にこうした内容を含む手紙を確認しているが、真珠湾攻撃によってアメリカが第二次世界大戦に参戦するのはそのわずか数ヶ月後のことだった。

### 太平洋戦争

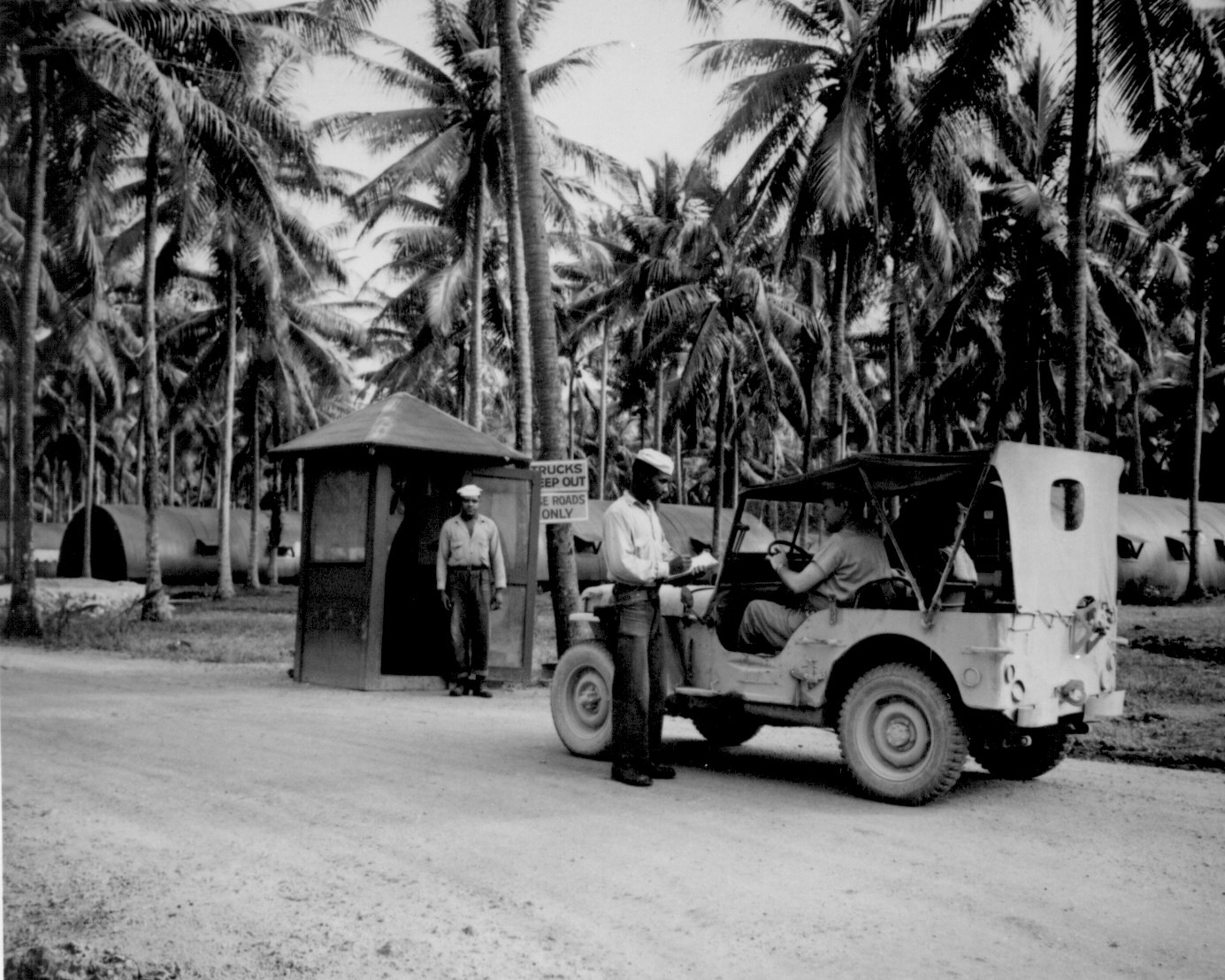
エスピリトゥサント島米海軍基地の営門（1940年代）

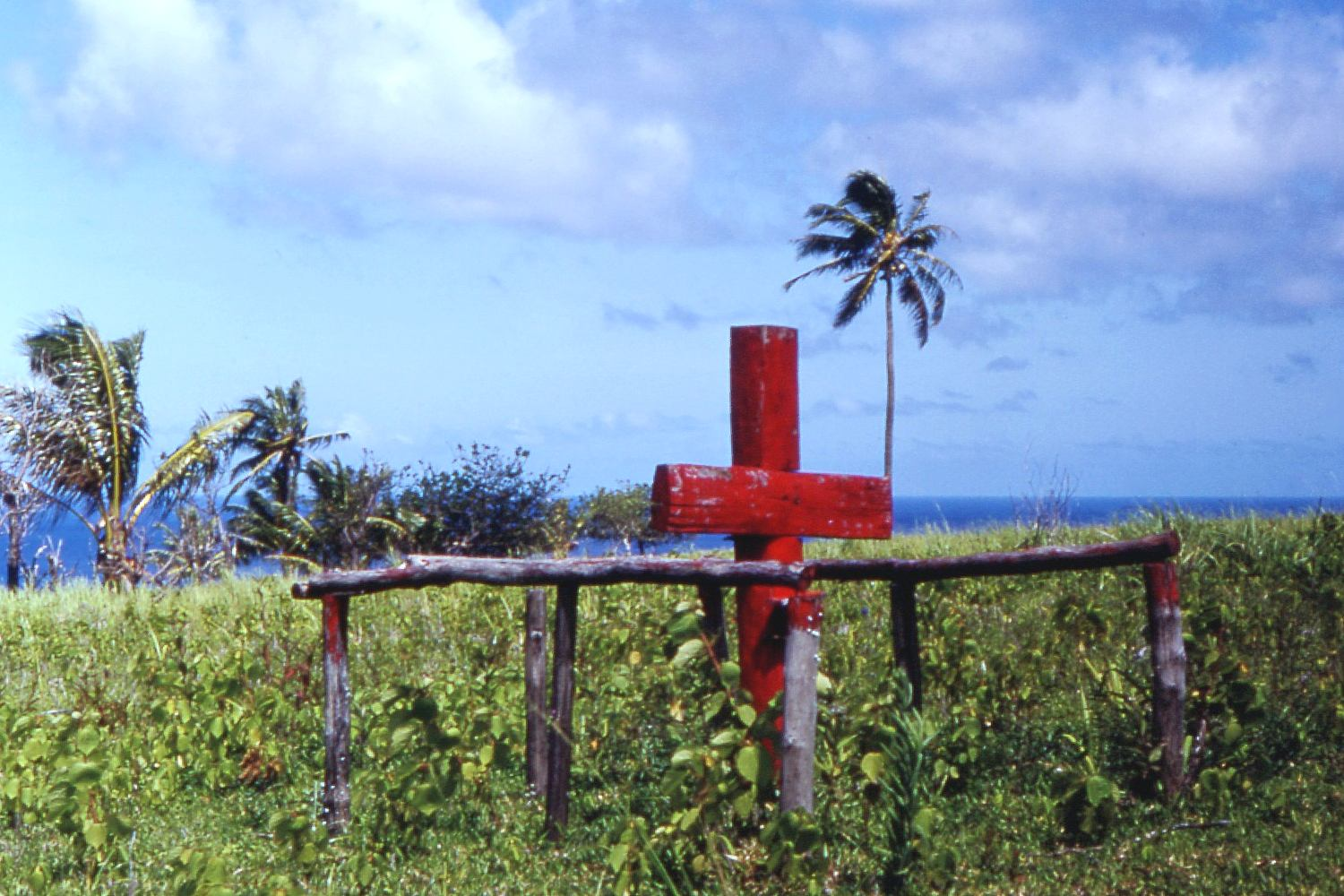
ジョン・フラムおよびカーゴ・カルトの記念十字碑（1967年、タンナ島）。赤い十字は信仰のシンボルである。アメリカ軍の救急車および衛生兵の制服に描かれていた赤十字に由来するとも、他のキリスト教徒からの迫害を防ぐために敢えてキリスト教のシンボルから借用したとも言われる

太平洋戦争が始まると、アメリカ軍がニューヘブリデスへおよそ30万人の将兵を派遣し、住民はアメリカ人の物質的な豊かさを目の当たりにした。こうした中でアンクル・サム、サンタクロース、洗礼者ヨハネなどもジョン・フラムのイメージに統合されていった。南太平洋の島々への進駐をアメリカ軍が決定したのは、開戦間もない1942年初頭のことである。その目的は、日本軍の南進を防ぎ、オーストラリアへの航路を確保することであった。そして、1943年まで日本軍による攻撃の可能性はなくなり、ニューヘブリデス各地の前哨基地は後方支援基地へと改組されていった。そのため、大勢の見知らぬ人々や大量の軍需物資の頻繁な出入りこそが、戦闘よりも鮮明な戦争の記憶としてバヌアツの人々に刻まれたのである。
開戦直前の1941年、ニューヘブリデス全体の住民は40,000人程度で、道路や電話網、水道も整備されず、飛行場さえなかった。プランテーションでの労働や換金作物としてのココナツ栽培に従事する者さえ少数で、集落の経済の中心は依然として原始的な自給農業であった。しかし、進駐からわずか数ヶ月の間に、アメリカの海軍建設工兵隊（シービー）および陸軍建設工兵隊は、基地が必要とする全てのもの、すなわち飛行場、港湾施設、給水システム、兵舎、倉庫、映画館、道路、レストラン、クラブ、バーなどを次々と設置していった。アメリカ軍には現地住民との過度の接触を禁じる規則があったものの、ニューヘブリデスではほとんど無視され、様々な形での交流が行われた。
アメリカ軍の進駐が始まった頃の様子について、ニコルは次のように報告した：
「ビラはアメリカ人でいっぱいだ。まもなくタンナ島にも派遣されるだろう。米ドルは新しく発表された通貨で、アメリカ人は黒人で、彼らはすぐに島の統治者となり、全ての囚人を解放し、給料が支払われる……これが島で語られている話だ」（"Vila is full of Americans. Many others will come to Tanna. The us dollar is the newly-announced currency, Americans are blacks, they are soon going to govern the islands, free all prisoners, and pay them wages. This is what is said in the island".）
1942年、アメリカ軍は現地人労働者から成るバヌアツ労務部隊を設置した。通常、この種の労務部隊の募集は植民地行政当局を通じて行われたが、英仏共同統治という特殊性から当局者との議論がしばしば混乱していたことと、アメリカ軍にとっては太平洋に設置する最初の基地の1つであり、後に定められるよりも曖昧かつ現地感情を重視した雇用方針を取っていたことから、ニューヘブリデスではアメリカ軍が直接雇用する形を取ったのである。賃金などの問題で募集が捗らなかった他地域と異なり、ジョン・フラムの言葉がアメリカの到来を予見していたことも手伝い、タンナ島の人々は進んで志願したと伝えられている。1942年末までに、およそ1,000人のタンナ島民、すなわち島内の労働可能な男性のほぼ全員が雇用され、エファテ島の飛行場建設現場に派遣された。生活する兵舎は自分たちで建てる必要があったが、制服は軍の余剰品が与えられたほか、食料やタバコ、その他の物品もアメリカ軍から提供されており、給料も支払われた。多くのタンナ島民は、ここでアメリカ軍が持ち込んだ機械や車両、兵器、大量の物資を目の当たりにし、かつてのプランテーション労働とは異なる、テクノロジーで効率化されたアメリカ式の労働に感銘を受けた。軍隊式のローテーション勤務も彼らが初めて体験するものだった。戦闘に巻き込まれる可能性は低かったものの、空襲や潜水艦の接近を知らせるサイレンが頻繁に鳴り響き、作業中の事故や病気で死ぬ者もあった上、後送されてくる負傷兵らを目にしたことは、労務部隊での勤務にプランテーション労働より危険なものという印象を与えた。また、黒人部隊である米陸軍第24歩兵連隊と共に働くこともあった。当時、ほとんどの黒人兵は戦闘任務よりも重要性が低いとされた輸送や需品管理に割り当てられていたのだが、現地人には彼らこそがアメリカ軍が誇る膨大な物資を取り仕切る重要な立場の者とみなされた。黒人兵たちが白人兵と同じ制服を着て、同じ食事をしていることは、共に座って食事をするべきというカストムにも合致し、かつての宣教師らとの違いを際立たせた。労務部隊を設置するにあたり、ポートビラで収監されていたジョン・フラム信者らが、人員不足を補う目的で釈放されたことも、アメリカ軍に好印象を与える要因となった。
アメリカ軍人との出会いは、タンナ島の人々に大きな影響を及ぼした。戦前の英仏人は、厳格な奢侈禁止令のもと島民との間の明確な境界を維持することで植民地統治を試みた。しかし、アメリカ軍人はこうした境界への関心が極めて薄く、しばしば現地人と食事をしたり、タバコや衣類を分け与えたり、共に写真を撮るなどしていた。アメリカ軍人の示す「友情」は、一方的で押し付けがましいものに過ぎないことも多かったが、それでも英仏人の振る舞いとは大きく異なっていた。

### ネロイアグの反乱
1943年8月、島の北部にあるグリーンヒルのイトンガ村（Itonga）に暮らすネロイアグ（Nelawiyang）という男が、夢にジョン・フラムが現れたと主張した。曰く、ジョン・フラムはフランクリン・ルーズベルト大統領と個人的な同盟を結んでおり、北部の信者を全て集めるよう命じたという。ネロイアグは独自に「警察隊」を組織し、アメリカ軍の飛行機を受け入れるための滑走路の建設に着手した。彼らは昼間は滑走路の建設作業を行い、日が沈むとカヴァを飲みつつ踊ってジョン・フラムを称えた。ニコルは直ちにパトロールを派遣したものの、「警察隊」の抵抗を受けてやむを得ず撤退させている。これはメラネシア人が植民地行政当局の権限に明確な抵抗を示した最初の事例でもあった。ニコルの報告によれば「警察隊」の構成員は250人ほどで、当時のタンナ島の人口が6,000人程度であったことを踏まえれば、決して無視できる規模ではなかった。
10月16日、ネロイアグはニコルとの会談を行おうとイサンゲルに向い、この際に逮捕された。翌日からネロイアグの解放を求めるジョン・フラムの信者たちが続々とイサンゲルに集まり始め、10月18日には「警察隊」も到着した。この時、「警察隊」は棍棒のほかに数丁の銃火器も保有していた。ネロイアグ自身の説得もあって「警察隊」と治安部隊の衝突は回避されたが、事態を深刻に受け止めたニコルは早急に増援を送るよう当局に要請した。 10月20日、増援と共に2人のアメリカ人将校がタンナ島に到着した。この将校らの任務は、ジョン・フラムの神話が幻想に過ぎないこと、またイギリス人はアメリカ人の友人である旨を「本物のアメリカ人」から島民に伝えることだった。このような試みは以後も何度か繰り返されたものの、信仰の規模に大きな影響を与えることはなかった。増援を受けた治安部隊はグリーンヒルに向かい、機関銃の威嚇射撃を行ってネロイアグの支持者らを制圧した。ネロイアグを含む逮捕者らはいずれもポートビラにて収監された。
当時の行政文書には記録されていないが、島に伝わるところによれば、狭い独房に大勢が押し込められ、1日に2回は水責めの拷問が加えられるなど、当局による囚人の取り扱いは極めて非人道的なものだったという。この記憶は「神話」と共に以後も語り継がれ、ジョン・フラム信仰の反権威的な性質を強調していくこととなる。懲役2年を宣告されたネロイアグは、二度とタンナ島の土を踏むことができなかった。イギリス側の報告によれば、彼は収監中に精神に異常をきたして脱獄し、エファテ島の内陸部に潜伏して3年間を孤独に過ごした。そして当局に自首した後、ヌメアの精神病院に送られたという。
事件の後、ニコルは次のような報告を行っている。なお、これはニコルがタンナ島から行った最後の報告であった。この報告の直後、彼は事故死している：
「疑う余地なく、ジョン・フラム運動は単に1人の男や1つの小さい部族の中の出来事ではない。それは島全体の信念によって支えられ、また触発されたものだ。」（"Undoubtedly the John Frum movement is not the affair of one man or one small clan. It is supported and inspired by an island-wide belief."）
1944年のニコルの死去を以て、ジョン・フラム運動の「創成期」が終わったのだとも言われている。タンナ島の当局代表を長らく務め、島民から植民地行政当局の象徴と捉えられていたニコルは、既にジョン・フラムの宿敵として「神話」の中に取り込まれていたからである。ニコルの後任としてはイギリス人とフランス人の代表者が1人ずつ派遣され、これによりフランスは初めてタンナ島における政治的な役割を負うこととなった。ニコルの最後の報告は自らが主導した暴力的な弾圧政策に効果がなかったことを認めていたにもかかわらず、新たな2人の代表者はこれを踏襲し、以後もジョン・フラム運動への弾圧を継続した。
1945年以降、ニコルの統治期に逮捕されたジョン・フラム運動の関係者らの刑期が終わり、少しずつ釈放が始まった。彼らは出所に際し当局への忠誠の宣言に署名を行っていたものの、島に戻るとすぐに信仰に従った破滅的な予言を語り始めた。指導者の帰還はジョン・フラム運動を再び活性化することにつながった。

### 戦後
終戦後、撤退するアメリカ軍が残したものは必ずしも多くはなかった。飛行場や道路、いくつかの兵舎や車両などはそのまま残置されたが、在庫として残されていた物資のうち、必要が無いとされたものは全て海に投棄された。しかし、アメリカ軍の記憶とジョン・フラム信仰は、エファテ島から戻った労務部隊の元隊員らによって明確に結び付けられ、英仏に対する新たな反植民地運動の組織につながった。この時期にはコプラの栽培および販売のボイコットなどが行われたほか、島の北部ではアメリカ軍を再び迎えるための飛行場が作られたという。植民地行政当局は1956年頃まで弾圧を続けた。こうした中でジョン・フラム信仰は徐々に組織化され、関連する政党や教会なども派生した。教義や目標の見直しも進められ、戦時中の体験に基づく様々な儀式やシンボルが考案された。
1956年10月、植民地行政当局は活動を合法的な範囲に留める限りにおいて、ジョン・フラム信仰を宗教と認めた。これは全面的な弾圧が終わることを意味していたが、同時に地域や言語などに基づく宗派間対立の表面化を招いた。また、当局への抵抗を続けたグループも一部あった。
1957年、当時のジョン・フラム信仰の指導者ナコマハ（Nakomaha）は、タンナ陸軍（Tanna Army）と呼ばれる組織を設立した。これは本物の軍事組織ではなく、儀式の一環としてアメリカ軍の行進・訓練などを再現する組織である。タンナ陸軍では、かつて上半身裸で体にUSAという文字を書いた姿で行進を行っていたが、後にアメリカに住む人物から寄贈された軍服を着用するようになった。行進の際、彼らは先端が赤く塗られた竹槍（着剣した小銃を表す）を担ぐ。
1970年代後半、ジョン・フラム信者らは統一国家たるバヌアツ共和国の独立に反対した。彼らは統一政府が近代的・西洋的なキリスト教の信仰を支持する事で古くからの慣習が揺るがされることを恐れたのである。
1973年、元フランス軍人でエファテ島の農園主だったアントワーヌ・フォルネリは、長老派教会から支持された親英派の国民党に対抗する合法的かつ穏健な政党を組織しようと考え、タンナ島に渡った。やがてフォルネリのグループは親交を持ったジョン・フラム運動幹部らの支持を背景に勢力を増し、長老派教会および国民党からも危険視されるようになった。1974年になると政治的緊張は増し、フォルコナ（Forcona）と称されるようになっていたフォルネリのグループはジョン・フラム運動の反植民地的な思想の影響を受け、穏健な政党ではなく独立運動の様相を呈していた。フォルネリは戸惑いながらも、かつて対独抵抗運動に参加した経験もあったため、島の独立やカストムへの回帰という大義には強く賛同した。1974年3月24日に催された大会では、白い軍服と落下傘兵用の赤いベレーを着用したフォルネリのもと、タンナ国の国旗発表、公職の任命、独立宣言の予告が行われた。1974年5月、長老派教会とジョン・フラム信仰間の内戦を恐れた当局は、制服の着用、旗の掲揚、違法な会合のすべてを禁止する共同法令を発行し、フォルコナの鎮圧に乗り出した。6月29日、治安部隊によってフォルネリらは逮捕され、タンナ国の独立は実現しなかった。2010年代にはフォルネリの後継者を自称する「タンナ王室」が活動していた。
1978年には式典で初めて星条旗が掲げられた。1982年には星条旗を含む儀式に使われる道具の多くが共和国政府に没収されたものの、後に再び掲げられるようになった。
1999年、ジョン・フラム信仰の分裂が起こった。ジョン・フラム運動の幹部だった預言者フレッド（Fred）が、ジョン・フラムとキリスト教を結びつけたジーザス・ジョン（Jesus-John）の概念を提唱し始めたためである。長老派教会信者だったフレッドは、大洪水の予言を成功させた上、まもなく世界は終焉を迎えると語り、島外の住人も含む多くの人々の注目を集めていた。フレッドの支持者はアイザック・ワンの元を離れ、新しい村を作った。この時にはおよそ半数の信者がフレッド派となった。フレッド派では戦時中に投下された物資の話題はタブーとされるほか、式典でも星条旗を含む外国の国旗は掲揚されない。2000年代初頭、両派の対立は斧や弓矢、パチンコで武装した400人以上の若者の暴力的な衝突に発展した。教会や住居の焼き討ちが行われたほか、25人が重傷を負った。2011年にフレッドが死去した後、フレッド派は大幅に信者を減らしたものの、以後も2月15日の式典はそれぞれの村で別々に行われる。これとは別に、ジョン・フラムが初めて現れたとされるグリーン・ポイント近くの集落にも、主流派に対立する分派が存在する。この分派は、アメリカとジョン・フラムは無関係であるとしており、2月15日も記念日とはしていない。
タンナ島は、バヌアツの中でも特に文化的伝統が維持されていることで知られているが、これがジョン・フラム信仰のためだと考える者は信者以外でも多い。公教育でも地元の文化や習慣に関する内容が重視され、カストムの一部としてジョン・フラム信仰に触れられることもあるという。
ジョン・フラムのような「神」になろうとして、様々な物品や金銭的な寄付といった「カーゴ」と共にタンナ島を訪れた西洋人は少なくない。島民は彼らを歓迎して儀式にもしばしば招くものの、一方でジョン・フラムと同様の「神性」を容易に認めはしなかった。バヌアツ国立博物館の学芸員を務めた人類学者カーク・ハフマン（Kirk Huffman）は、1つの側面として村長らが島内の政治的な駆け引きのためにこうした人々を利用してきたと指摘する。彼らが本物のジョン・フラムではないにせよ、島の外の世界との交流への憧れが強いタンナ島においては、単に外国人との関わりを持つこと自体が部族や村の地位をより強固なものにすると考えられているためである。